# Norra Fyledalen
Norra Fyledalen este o arie protejată (arie de protecție specială avifaunistică — SPA) din Suedia întinsă pe o suprafață de 134 ha, integral pe uscat.

## Localizare
Centrul sitului Norra Fyledalen este situat la coordonatele 55°35′39″N 13°45′57″E / 55.5941°N 13.7658°E.

## Înființare
Situl Norra Fyledalen a fost declarat arie de protecție specială avifaunistică în decembrie 1996 pentru a proteja 10 specii de animale.

## Biodiversitate
Situată în ecoregiunea continentală, aria protejată nu include niciun habitat protejat.
La baza desemnării sitului se află mai multe specii protejate de  păsări (10): uliu porumbar (Accipiter gentilis), acvilă țipătoare mare (Aquila clanga), acvilă țipătoare mică (Aquila pomarina), porumbel de scorbură (Columba oenas), lebădă de iarnă (Cygnus cygnus), ciocănitoare neagră (Dryocopus martius), cocor (Grus grus), sfrâncioc roșiatic (Lanius collurio), gaia roșie (Milvus milvus), viespar (Pernis apivorus).